# Песчанское сельское поселение (Челябинская область)
Песча́нское се́льское поселе́ние — муниципальное образование в Троицком районе Челябинской области Российской Федерации. В рамках административно-территориального устройства муниципальное образование  соответствует административно-территориальной единице Песчанский сельсовет.
Административный центр — село Песчаное.

## История
Статус и границы сельского поселения установлены Законом Челябинской области от 28 октября 2004 года № 315-ЗО «О статусе и границах Троицкого муниципального района и сельских поселений в его составе»

## Население
| 2002  | 2010  | 2011  | 2012  | 2013  | 2014  | 2015  |
| ----- | ----- | ----- | ----- | ----- | ----- | ----- |
| 1388  | ↗1549 | ↘1547 | ↘1539 | ↘1531 | ↘1481 | ↘1449 |
| 2016  | 2017  | 2018  | 2019  | 2020  | 2021  |       |
| ↘1441 | ↘1431 | ↘1424 | ↘1398 | ↘1365 | ↗1556 |       |

## Состав сельского поселения
| № | Населённый пункт | Тип населённого пункта       | Население |
| - | ---------------- | ---------------------------- | --------- |
| 1 | Каракулька       | посёлок                      | ↘342      |
| 2 | Песчаное         | село, административный центр | ↘1207     |